# Kindelwiegen

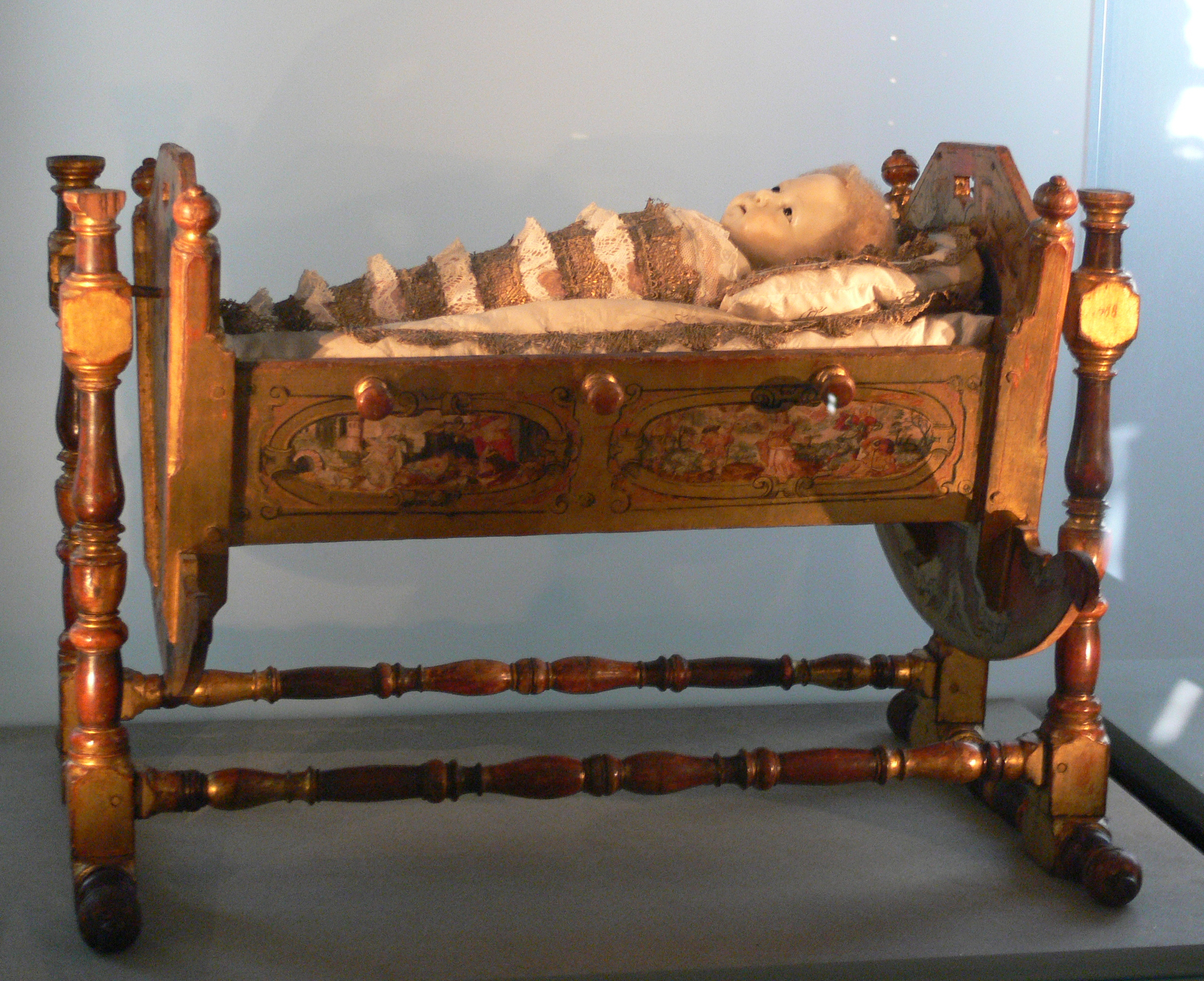
Culla usata per l'usanza del Kindelwiegen

Il Kindelwiegen o Kindleinwiegen o Christkindlwiegen (letteralmente "cullare il Bambin(o) (Gesù)") era una tradizione natalizia diffusa soprattutto tra il XV. e il XIX secolo nelle comunità religiose di lingua tedesca (soprattutto cattoliche) e che ebbe origine nel Medioevo L'usanza consisteva in una sorta di danza accompagnata da canti attorno ad un'immagine di Gesù posta in una culla o sull'altare da parte del sacerdote e dei fedeli..
Fu tra le usanze che consentirono alla Chiesa di far presa sulle masse: tramite quest'usanza, infatti, le comunità ritenevano di poter stabilire un "contatto" diretto con Gesù.

## Storia
L'usanza ebbe origine in epoca medievale dalla tradizione del presepe.
Inizialmente, spettava soltanto ai sacerdoti (che - pare - impersonavano San Giuseppe e Maria) l'onore di poter "cullare" la figura del Bambin Gesù, ma in seguito l'usanza fu estesa anche al resto dei fedeli.
Nel XV secolo, l'usanza era diffusa praticamente in tutte le chiese della Germania.
Nel XVI secolo, l'usanza fu ripudiata dalle comunità protestanti in quanto considerata frutto di superstizioni, ma ci volle molto tempo perché scomparisse del tutto.
In quel periodo, alcuni aspetti dell'usanza furono considerati irriverenti anche da parte dei cattolici: per questo motivo, subì una lieve trasformazione in molte comunità, dove l'immagine di Gesù fu spostata dalla culla all'altare..
Nel corso del XVIII secolo, l'usanza era praticata nel Duomo di Bressanone da parte dei novizi o da parte del sacrestano e dei chierichetti nel periodo compreso tra Natale e la Candelora.
In Germania, l'usanza resistette fino al XIX secolo.